# GNU Lesser General Public License
La LGPL (inicials de GNU Lesser General Public License) és una llicència lliure de GNU semblant a la GPL però que permet que programes propietaris usin les llibreries i aplicacions sota aquesta llicència.
La Llicència pública general menor del projecte GNU (coneguda per les seves inicials en anglès, LGPL) és l'altra llicència de la Free Software Foundation. Pensada en els seus inicis per a utilitzar-la en biblioteques (la L, al començament, venia de library, 'llibreria' o ‘biblioteca'), es va modificar recentment perquè es considerés la germana menor (lesser, ‘menor') de la GPL.
L'LGPL permet l'ús de programes lliures amb programari propietari. El programa, per si mateix, es redistribueix com si estigués sota la llicència GPL, però es permet integrar-la a qualsevol altre programari gairebé sense cap limitació.
Com es pot veure, al principi aquesta llicència estava orientada a les biblioteques de manera que se'n pogués potenciar l'ús i el desenvolupament sense tenir els problemes d'integració que implica la GPL. Tanmateix, quan es va veure que l'efecte buscat de popularitzar les biblioteques lliures no es compensava per la generació de programes lliures, la Free Software Foundation va decidir el canvi de «library» a «lesser» i en va desaconsellar l'ús, excepte per a condicions molt puntuals i especials. Avui dia hi ha molts programes que no són biblioteques llicenciats sota les condicions de l'LGPL.
Per exemple, el navegador Mozilla i el projecte OpenOffice.org de Sun Microsystems està llicenciat, entre d'altres, també sota l'LGPL.